# Правові системи латиноамериканських держав
Латиноамериканське право — правова група, яка є складовою частиною романо-германської правової сім'ї та включає в себе національні правові системи держав, розташованих на території Південної та Центральної Америки (Латинська Америка).
Спільність історичної долі латиноамериканських держав, схожість соціально-економічного ладу і політичної структури породили в більшості з них подібні правові інститути. Цим обумовлено і схожість їх правових систем, що дозволяє говорити про латиноамериканське право. Зрозуміло, це не виключає досить суттєвих відхилень права ряду країн Латинської Америки від загальної моделі. Проте існування такої моделі цілком виправдано.

## Історія
В історії становлення і розвитку латиноамериканського права виділяють чотири етапи.

### Перший етап
Перший етап — доколоніальний (з давніх часів і до початку XVI ст.).
Цей період пов'язаний з формуванням правових начал, що заклали основи латиноамериканського права. Більшість індіанських племен упродовж цього часу перебували на різних стадіях первісного ладу. Аймара, ацтеки, кечуа, майя, інки, чибча-муіски та ін. створили ранньокласові держави, більшість із яких мали кастовий, деспотичний лад. Корінне населення Південної Америки в доколоніальний період не знало писаного права. Джерелами права в той період були звичаї і норми, які формувалися в процесі вирішення різноманітних питань жерцями і шаманами Таким чином, до моменту колонізації у цих племен склалося ранньорабовласницьке суспільство, в якому зберігалися пережитки родоплемінних відносин.

### Другий етап
Другий етап — колонізація (XVI—XVIII ст.).
Розвиток права цього періоду обумовлений завоюванням територій індіанських племен європейськими державами (Іспанією та Португалією) і формування колоніального права. Цей процес супроводжувався знищенням їх правових начал і правових звичаїв. Місце древніх деспотій зайняла іспанська держава. Земля в колоніях офіційно оголошувалася власністю корони, але фактично з XVI ст. переходить у руки колонізаторів-конкістадорів і католицької церкви.
Створювалися нові правові норми для регламентації життя і побуту корінного населення завойованих земель. Тож основним джерелом права цього періоду стає колоніальне право, яке лише незначною мірою сприйняло норми індіанського звичаєвого права. Збірники законів, що діяли на завойованих територіях містило багато запозичень з римського та канонічного права.
Нове законодавство закріплювало феодальну систему поземельної власності і становий поділ суспільства, які передбачали надання уродженим іспанцям і креолам типово феодальних привілеїв (дворянські титули) і встановлювали неповноправність індіанців, негрів і осіб мішаного походження (метисів, мулатів).

### Третій етап
Третій етап — Війна за незалежність (1810—1826 рр.).
Цей період охоплює Визвольну війну і утворення незалежних латиноамериканських держав. Рух за незалежність, що виникає на початку XIX ст. обумовлений такими факторами:
1) зародження і розвиток у колоніях економічних відносин нового капіталістичного типу;
2) формування національної самосвідомості (поштовхом слугувала боротьба за незалежність США та Французька революція);
3) гостре незадоволення політикою метрополії;
4) поглиблення суперечностей інтересів метрополії і найбільш впливовою політичною силою в колоніях — латифундистами-креолами, а також місцевою буржуазією.
Успішна для колоній Визвольна війна проходила в два етапи — 1810—1815 рр. і 1816—1826 рр., упродовж яких урядові хунти або спеціальні установчі конгреси проголошували незалежність окремих колоній. Документальним закріпленням незалежності були прийняті спеціальні декларацій про незалежність. Затверджувалися перші національні правові документи, які іноді виступали у вигляді тимчасових регламентів або статутів.
У кінцевому результаті на місці колишніх іспанських і португальських колоній виникло 10 незалежних держав: Аргентина, Болівія, Бразилія, Велика Колумбія, Мексика, Парагвай, Перу, Центрально-Американська федерація, Чилі, Уругвай.
Війна за незалежність надала поштовху етнічній інтеграції і формуванню окремих націй (мексиканської, аргентинської, венесуельської тощо), за нею слідували значні соціально-економічні перетворення: у більшості країн була заборонена работоргівля, обмежене або скасоване рабство, скасована подушна подать з індіанців, церковна десятина, були скасовані становий лад, дворянські титули, численні феодальні монополії, відбулася відмова від регламентації виробництва, були задекларовані приватна власність, свобода підприємництва і торгівлі. Практично всі ранні документи латиноамериканського конституціоналізму містили декларації прав людини і громадянина та інші демократичні положення. Але докорінної зміни соціально-економічної і правової структури не відбулося в жодній з новоутворених країн: політичні сили, що стали у влади, зберегли свої основні традиційні привілеї і величезні земельні латифундії.

### Четвертий етап
Четвертий етап — після здобуття незалежності (сер. XIX ст. — поч. XXI).
Упродовж цього етапу запроваджується романо-германська модель права, що обумовлено історичним впливом європейської колонізації. Відбуваються такі процеси:
1) заміна колоніального права національним, розвиток основних галузей публічного і приватного права, формування антимонопольного законодавства;
2) кодифікація законодавства за романо-германським типом, що сприяла правовій експансії французьких, іспанських, португальських, німецьких та італійських кодексів;
3) проведення земельної реформи (з 60-х років XX ст.), спрямованої на витіснення латифундій і мініфундій;
4) подальші затвердження і практична реалізація демократичних політико-правових інститутів.
Зараз у регіоні спостерігається тенденція переходу до демократичного правління. Чимало латиноамериканських держав є новими демократіями, які виникли після явного або таємного воєнного правління. Через ці причини тут існує очевидна проблема додержання прав людини та небезпека воєнних переворотів.
У XX ст. французький вплив зменшився, законодавець дедалі частіше почав звертатися до інших джерел, особливо до італійського, німецького і швейцарського права, а в окремих випадках — і до англо-американського права. Посилюється також правовий вплив Іспанії. Посилюється також тенденція установи та розвитку державно-правових і суспільно-політичних інститутів національного походження.

## Характеристика
На сьогодні правові системи латиноамериканських країн близькі до романської групи континентального права. Однак їх не можна вписати в романо-германський тип правової системи, оскільки конституційне право цих країн формувалося під сильним впливом американського права. Таким чином, латиноамериканське право поєднало в собі дві моделі права — романо-германську (в галузі приватного права) і англо-американську (в галузі публічного права).
На думку ряду дослідників латиноамериканське право можна виділити в окрему правову групу у складі романо-германської правової сім'ї, оскільки воно має свою специфічну спільність і являє собою унікальний сплав національних правових традицій.
У романо-германського типу правової системи латиноамериканське право запозичило таке:
1) основне джерело права — нормативно-правовий акт;
2) поділ права на галузі: цивільне, кримінальне та ін;
3) кодифікацію галузей права;
4) делегована правотворчість (акти урядової влади) як важливе джерело права;
5) розмежування законодавчої компетенції між федерацією та її суб'єктами у федеративних державах;
6) звичай як джерело права другорядного, допоміжного характеру (проте не у всіх країнах його роль однакова);
7) судовий прецедент, який або слабко визнається, або зовсім не визнається як юридичне джерело права.
У англо-американського типу правової системи (зокрема його американської групи) запозичено таке:
1) як конституційний зразок — Конституція США 1787 p. і закріплена в ній республікансько-президентська форма правління;
2) ряд конституційних інститутів США;
3) конституційність закону;
4) принципи побудови і функціонування американської судової системи, особливо Верховного суду.
Таким чином, у сфері публічного права (насамперед конституційного) за основу взята американська система, у сфері приватного права — романська. Однак було б неправильним вважати правові системи цієї групи країн повністю позбавленими національної самобутності, що ігнорують норми-звичаї. Тексти законів враховують особливості національного державно-правового розвитку, сучасне соціально-економічне становище.
Латиноамериканські правові системи прагнуть до інтеграції один з одним. Провідна роль у цьому процесі належить Бразилії, що ратує за створення Латиноамериканської співдружності націй.